# 车陂南隧道
车陂南隧道是广州市一条过江隧道，于2018年兴建，于2023年1月18日建成通车，是广州市第二条穿越珠江连接广州北岸的过江行车隧道，南起海珠区新港东路北侧，下穿珠江，向北与天河区在建的临江大道、花城大道相交，终点至现状黄埔大道交叉口，全长约2.07公里，双向6车道，设计车速为60公里/小时。是联通天河区、海珠区交通动脉的重要环节，建成后可有效缓解琶洲大桥、东圃大桥的过江交通压力。